# Odpočet DPH

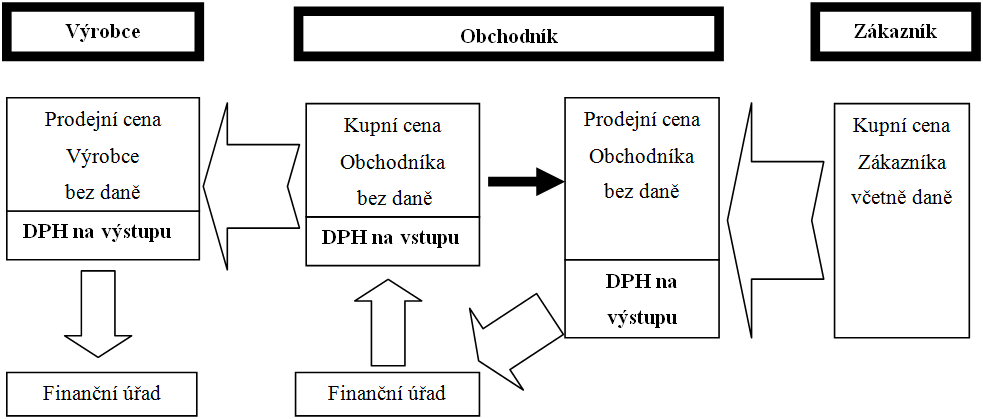

Uplatněním odpočtu daně se rozumí uvedení daně na vstupu do daňového přiznání v příslušných řádcích, případně jeho uplatnění v rámci daňové kontroly. Plátce daně, který má za povinnost platit DPH, získává možnost odečíst daň zaplacenou dodavateli od daně vybrané od svých odběratelů (poplatníků). Jinak řečeno DPH, kterou zaplatil dodavatelům během nákupů svých vstupů – alias DPH na vstupu – si může odečíst od daně, kterou obdrží za své výstupy (produkty) od svých odběratelů (poplatníků) – alias DPH na výstupu.

## Nárok na odpočet daně
Plátce daně má nárok na odpočet v případě, že přijatá zdanitelná plnění budou použita pro své ekonomické činnosti.

### Nárok na odpočet daně v plné výši
Nárok na odpočet daně u přijatých zdanitelných plnění v plné výši má plátce v případě, když:
- použije přijatá plnění pro uskutečnění svých zdanitelných plnění, tj. u plnění, kdy mu vzniká povinnost odvést daň na výstupu, např. při dodání zboží nebo poskytnutí služby v České republice,
- použije přijatá plnění pro poskytnutí svých plnění osvobozených od daně s nárokem na odpočet daně, např. pro účely dodání zboží do jiného členského státu či vývozu zboží do třetí země,
- použije přijatá plnění pro plnění v rámci své ekonomické činnosti s místem plnění mimo tuzemsko, pokud platí, že by měl u těchto přijatých zdanitelných plnění nárok na odpočet daně, pokud by se zdanitelná plnění uskutečnila v České republice, např. přijatá zdanitelná plnění použitá pro poskytnutí reklamy osobě registrované k dani v jiném členském státě,
- použije přijatá plnění pro vyjmenované finanční činnosti a pojišťovací činnosti (§ 54 a §55 ZDPH)[1] uskutečněná v zemi mimo EU, nebo pokud tyto činnosti souvisí s vývozem zboží,[4]
- použije přijatí plnění pro specificky vyjmenovaná plnění, která nejsou předmětem daně.

Plátce tedy má nárok na odpočet daně v plné výši u přijatých zdanitelných plnění, která použije výhradně pro uskutečnění výše uvedených plnění.

### Nárok na odpočet daně ve zkrácené výši
Povinnost krátit nárok na odpočet daně koeficientem má plátce u přijatých zdanitelných plnění, která použije částečně pro výše uvedené účely a částečně též pro plnění nesouvisejících s jeho ekonomickou činností či pro plnění osvobozená od daně bez nároku na odpočet daně na vstupu.

### Nulový nárok na odpočet
Nárok na odpočet daně nemůže plátce uplatnit vůbec v případě přijatých zdanitelných plnění, která použije výhradně pro plnění osvobozená od daně bez nároku na odpočet daně či pro plnění nesouvisející s jeho ekonomickou činností.
Zákaz odpočtu daně se vztahuje výslovně též na pořízení přijatých zdanitelných plnění použitých pro reprezentaci, které nelze podle zákona o daních z příjmů zahrnout do daňově uznatelných výdajů, s výjimkou pořízení dárků v rámci ekonomické činnosti.

## Ručení za nespolehlivé dodavatele
V případě, když plátce DPH odebírá zboží či služby od tzv. nespolehlivého plátce, automaticky ručí za to, že odběratel naúčtovanou DPH finančnímu úřadu sám odvede. Pokud se tak nestane, bude berní úřad nárokovat její uhrazení na odběrateli i přes to, že ten daň předtím zaplatil – ve faktuře ji měl naúčtovanou on. Jednoduše řečeno, všechny dodavatele musíme kontrolovat v registru plátců, abychom se nedostali do problémů a neručili za odvod DPH, které mají na starosti oni.